# محمد الأخضر السائحي
محمد الأخضر السائحي (العالية أكتوبر سنة 1918 ولاية تقرت - توفي في 11 جويلية 2005 في الجزائر العاصمة) كان أديبًا وشاعرًا جزائريًا من شعراء الكلاسيك.

## مولده وتعليمه
ولد السائحي في شهر أكتوبر عام 1918 بقرية «العالية» ((بلدية العالية حاليا)) بلدية الحجيرة، ((دائرة الحجيرة حاليا)) الواقعة على بعد 90 كلم عن ولاية ورقلة، ينتمي إلى عائلة الأخضري المتفرعة من عرش أولاد السائح المنحدر من سيدي أمحمد السايح بن أحمد بن علي بن يحي (أوائل القرن التاسع هجري أواخر القرن الخامس عشر ميلادي) أحد الرجال الصالحين بالمنطقة والموجود ضريحه بمنطقة جلالة بلدية بلدة عمر دائرة تماسين، حفظ القرآن الكريم في التاسعة من عمره بمسقط رأسه على يد مشايخ في قريته، أشهرهم الشيخ محمد بن الزاوي، والشيخ بلقاسم شتحونة، وأجيز على حفظه سنة 1930، ثم أخذ يعلمه للصبيان بمسقط رأسه لمدة تجاوزت السنتينٍ، غير أن حبه للعلم دفعه للانتقال إلى مدينة القرارة في ولاية غرداية لينتسب إلى معهد الحياة ليتتلمذ على يد الشيخ إبراهيم بيوض لمدة سنتين، حيث أتم مقرر الثلاث سنوات في سنة واحدة، ليلتحق بعدها ورغم الضائقة المالية وحالة أسرته الفقيرة بتونس جامعة الزيتونة سنة 1935، حيث لم يكتف بالدراسة بل كان ينشط في الميدان الأدبي والمسرحي، وإلى جانب العمل الفكري، كان يشارك في النشاط السياسي الاحتجاجي ضد الاستعمار الفرنسي في المغرب العربي، حيث كان يكتب ونشر العديد من الأعمدة في الصحف التي كلفته غاليًا، باعتباره أحد رموز الحركة الوطنية في تونس تلك الفترة، وكما كان من الاعضاء المؤسسين في جمعية الطلبة الجزائريين الزيتونيين وكتب نشيدها ولم يتجاوز حينها عمره السابعة عشرة سنة:

## نشاطه الأدبي
عاد السائحي إلى الجزائر وبالتحديد إلى قريته بلدة عمر بضواحي مدينة توقرت متخفيًا سنة 1939، فزجت به السلطات الفرنسية في السجن بمجرد نزوله من القطار لمدة أسابيع، وظل يتحرك بعد مغادرته السجن، حيث تمكن من بعث النهضة الثقافية بمناطق الجنوب الجزائري في وادي ريغ، حيث سعى مع مجموعة من الشباب لتأسيس جمعية الأمل للفن والتمثيل وتأسيس فوج للكشافة وأسس عدة مدارس بين تماسين وتڤرت، كمدرسة النجاح ومدرسة الفلاح بقرية (تماسين)، المدارس التي كان الاستعمار الفرنسي يغلقها تباعًا. تتلمذ على يديه ابن عمه الشهيد محمد الأخضر الأخضري المدعو سي المختار السائحي.
كما شكل فرقة مسرحية وساهم في إيفاد عدد من الطلبة إلى تونس ومصر لطلب العلم،
كما ومارس التعليم لبعض الوقت بمدينة باتنة (400 كلم شرق الجزائر)، ثم انتقل إلى العاصمة في 1952، ليعمل ضمن مدارس جمعية العلماء المسلمين الجزائريين والتحق بالإذاعة آنذاك وعمل منتجًا إلى جانب مزاولته مهنة التدريس في عدد من ثانويات العاصمة كثانوية القبة (حسيبة بن بوعلي حاليًا) ومدرسة السعادة بحي بلكور، ثم انقطع للإنتاج الإذاعي حتى الاستقلال.
بعد الاستقلال جمع الفقيد بين التعليم والعمل الإذاعي في كل من ثانوية ابن خلدون والثعالبية بالعاصمة إلى أن تقاعد في نوفمبر سنة 1980، خلف الشاعر محمد الأخضر السائحي، الذي كان ينشر إنتاجه في كثير من الجرائد والمجلات التونسية والجزائرية، عددا من المؤلفات المطبوعة منها «همسات وصرخات» عن دار المطبوعات الجزائرية 1967، و«جمر ورماد» عن الدار العربية للكتاب بتونس 1980، و«ألوان بلا تلوين» عن الشركة الوطنية للنشر والتوزيع وبه جمع النكت والطرائف التي كان يذيعها في برنامجه الإذاعي ألوان ثم نماذج، وعرف كتابه للنكت «ألوان بلا تلوين» رواجا كبيراً إذ طبع أربع مرات وسرعان ما نفذ من المكتبات، كما ترك السائحي ديوانا للأطفال عن دار الكتب بالجزائر سنة 1983 وكتاب إسلاميات عن المؤسسة الوطنية للكتاب سنة 1984.
وكان السائحي ضمن الأعضاء المؤسسين الاتحاد الكتاب الجزائريين سنة 1964. وشغل منصب الأمين العام المساعد في الهيئة الثالثة (مارس 1981).
كما شارك في كل النشاطات الأدبية داخل الجزائرحيث كان أحد الوجوه الدائمة الحضور في الملتقيات الثقافية في الجزائر، وحضر أغلب مؤتمرات اتحاد الكتاب العرب، ومثل الجزائر في عدد من المهرجانات الثقافية الدولية ومهرجانات الشعر في كثير من العواصم العربية.

## في الإذاعة
أنتج السائحي عديد البرامج في الإذاعة الجزائرية قبل وبعد الاستقلال حيث كان مقسما وقته بين التدريس والإنتاج الأدبي وإنتاج البرامج الإذاعية، تميز شعره بالخفة كما تميز هو بروح الفكاهة التي كان يتمتع بها خاصة ضمن برنامجه الإذاعي «ألوان» والذي امتد على أكثر من عشرين سنة بالقناة الأولى وبرنامج «نمــاذج» رفقة صديقه عثمان بوقطاية.

## دواوينه الشعرية
- همسات وصرخات (1965).
- جمر ورماد (1981).
- أناشيد النصر (1983).
- إسلاميات (1984).
- بقايا وأوشال (1987).
- الراعي وحكاية ثورة (1988).
- ديوان للأطفال (1985).

## الجوائز التي تحصل عليها
- فاز بعدد من الجوائز منها الميدالية الذهبية في مهرجان الشعر العربي الحادي عشر بتونس في مارس 1973 حيث أحجم المشاركون على إلقاء قصائدهم بعد أن ألقى قصيدته وقرروا بالإجماع فوزه بلا منازع،
- كما فاز بالجائزة التي رصدها اتحاد المغرب العربي لاختيار نشيد رسمي له:

## وفاته
توفي الشاعر محمد الأخضر السائحي في 11 جويلية 2005 بعد صراع طويل مع المرض الذي أفقده التواصل مع الكلمة التي عاش بها ولها تاركا وراءه رصيدا مهما من الشعر أغلبه كلاسيكي وعدد من الدواوين المطبوعة منها «جمر ورماد» و«همسات وصرخات» و«بقايا وأوشال».